# Hayes Lane
L'Hayes Lane è uno stadio di calcio inglese, impianto utilizzato negli incontri casalinghi dal Bromley e dalla squadra femminile del Crystal Palace.
In precedenza il Bromley disputava gli incontri interni al White Hart Field, Widmore Road e Plaistow Cricket Ground.
L'acquisto dello stadio avvenne nel 1938. La struttura fu abbandonata nel 1992 all'indomani della distruzione della porzione principale ad opera di un incendio, per poi tornare in attività un anno dopo.
La stagione 2006-2007 è stata particolarmente importante perché sono state apportate numerose migliorie allo stadio, soprattutto a livello di servizi.
La capienza è di 5000 spettatori, potendo lo stadio vantare un record di 10 798 presenze, ottenuto nel 1949.